# Фернан Піріш де Андраде
Фернан Пі́ріш де Андраде (порт. Fernão Pires de Andrade; помер у 1552 році) — португальський торговець, фармацевт та офіційний дипломат на службі португальського короля Мануела I.
В 1517 році очолив перше португальське посольство в мінський Китай. Це посольство, після перших контактів Жоржі Алваріша і Рафаеля Перестрелло в 1513 і 1515 роках відповідно, ознаменувало спробу відновлення прямих комерційних і дипломатичних контактів Європи з Китаєм (незважаючи на те, що європейці, зокрема Марко Поло, відвідували середньовічний Китай, цей період контактів був перерваний падінням династії Юань). Хоча спочатку місія де Андраде здавалась успішною і португальському посольству дозволили проїхати в глиб країни аж до Пекіна, відносини незабаром зіпсувалися через низку подій, які призвели до формування надзвичайно негативного враження про португальців у Китаї. Це призвело до того, що посольству було відмовлено в прийомі у імператора і наказано повернутись у Кантон, де його учасників було заарештовано. Після невдачі посольства 1517 року нормалізація відносини між Португалією та династією Мін відбулась лише наприкінці 1540-х років і врешті призвела до надання португальцям дозволу на організацію торгової місії в Макао в 1557 році.
В архівах династії Мін Фернан Піріш де Андраде згадується як «Фоланджі» (佛郎機). Китайський термін фоланджі походить від терміна «франки», що було загальним іменем, яким мусульмани називали європейців з часів хрестових походів, і яке призвело до виникнення індійсько-південно-східний азіатський терміну ференгі. Китайці прийняли цю термінологію від мусульманських торговців ще до того, як європейці безпосередньо зустрілися з китайцями.

## Подорож в Південно-Східну Азію

### Індія
У серпні 1505 року він брав участь у взятті Момбаси під керівництвом Франсішку де Алмейда, за що у віці 16 років був покладений у лицарі. Наступного року він перебував на службі у флоті Лоренсу де Алмейди. Будучи вірним Франсішку де Алмейда, він разом зі своїм братом Сімоном став на його бік у суперечках з Афонсу де Албукеркі. Після того, як Албукеркі заступив Алмейду на посаді губернатора Португальської Індії, вони помирилися з Афонсу де Албукерке і відзначились під його началом під час невдалої атаки на Калікут, а також у боротьбі за індійський Гоа. Обидва брати брали участь в експедиції Албукеркі по захопленню Малакки, під час боїв за яку Фернан Піріш де Андраде отримав легкі поранення, а його брат отримав важкі.

### Суматра і Малакка

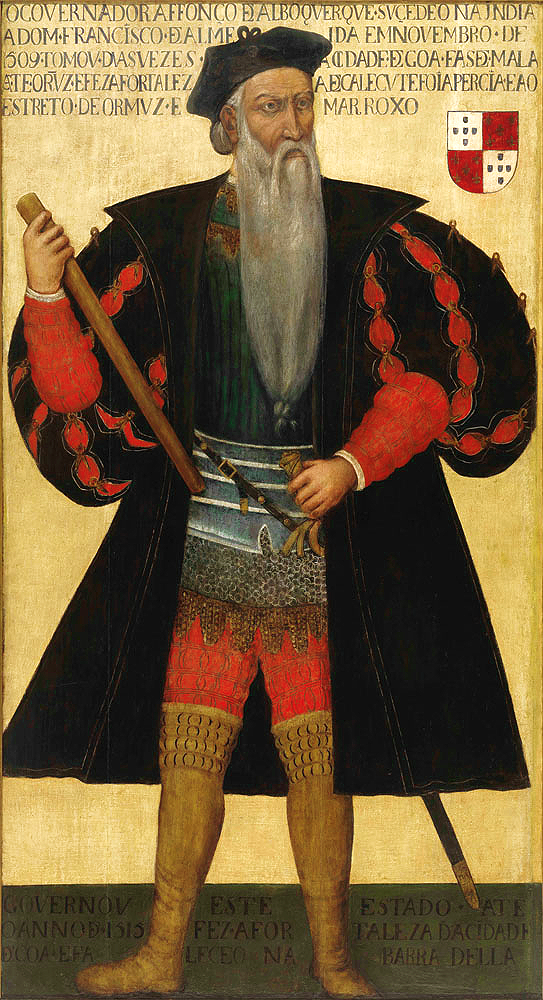
Афонсу де Албукеркі, який розпочав атаку, щоб завоювати Малаккський султанат і встановив перші прямі морські контакти Європи з Китаєм під час династії Мін.

В морській експедиції губернатора Португальської Індії Афонсу де Албукеркі яка завоювала Малакку у 1511 році, Фернан Піріш де Андраде командував судном. Згідно опису португальського історика Жуана де Барруш (1496—1570) коли флот Албукеркі увійшов у води між Шрі-Ланкою та Ачехом піднявся сильний шторм і корабель під командуванням Сімона Мартінью потонув, але вся його команда була врятована Фернаном де Андраде на борту свого корабля. Щоб компенсувати цю втрату, в протоці між Малаккою і Суматрою португальці захопили п'ять торгових кораблів з Гуджаратського султанату. Крім того, невеликий флот Албукеркі вступив у бій з яванським джонгом великих розмірів поблизу Полворейри (ймовірно, Пулау Берхала, 160 миль від Малакки, між Белаваном, Меданом і Лумутом, Перак). За словами Барруша цей корабель португальці обстрілювали з гармат два дні. Екіпаж джонга використовував тактику підпалювання власного корабля, щоб підпалити кораблі Албукеркі, оскільки вони використовували прийоми тарану та артилерійські залпи з близької відстані. Хоча корабель врешті здався, хоробрі дії екіпажу джонга викликали таке захоплення у португальців, що вони прозвали його O Bravo (Хоробра). Португальська команда вмовила Фернана Піріша переконати Албукеркі, що екіпаж слід пощадити, і розглядати його як васалів Португалії, які просто не знали, з ким вони насправді воюють. Албукеркі зрештою погодився на це.
Пишучи про дії Афонсу де Албукеркі на Суматрі, Жуан де Барруш зазначив, що китайці були першими, хто контролював торгівлю між Суматрою та Індією, і зазначив присутність китайців, які жили на Суматрі. Барруш також зазначив, що поки Фернан Піріш завантажував на свій корабель дорогоцінні спеції в Пасаї (королівство на північному заході Суматрі), щоб продати або використати в якості подарунка в Китаї, двох місцевих королів було вбито, а їхній трон узурповано. Очевидно, захоплення влади не призводили цій державі до значних заворушень чи кризи, оскільки Барруш зазначив, що місцеві жителі вважали, що будь-який лідер там не має божественного права правити, якщо його може вбити королівський родич. Історик Марк Діон зазначає, що Фернан розповів ту саму історію у своїх творах, лише додавши, що мусульманин у їхньому суспільстві був єдиним прийнятним претендентом на посаду правителя.
Пізніше Сімон де Андраде повернувся до Індії, відпливши разом з Афонсу де Албукеркі, а Фернан Піріш де Андраде залишився в Малакці на посаді морського капітана. Він відслужив тут два роки і у січні 1513 року відплив з Малакки до Індії.

### Перший контакт з Китаєм
Після завоювання Малакки в 1511 році, португальці не тільки взяли під свій контроль Малакську торгівлю прянощами, а й активно почали зустрічатись та торгувати з китайськими купцями. Коли португальці під керівництвом Діогу Лопіша де Секейра вперше прибули до Малакки в 1509 році, щоб відкрити торговельні відносини, їх підтримали місцеві китайські купці (разом з яванськими та тамільськими купцями). Албукеркі послав Жоржі Алваріша на північ досліджувати можливості організації торгівлі з Китаєм. Експедиція Алваріша пропливла уздовж узбережжя Гуандун і у 1513 році підняла прапор на «острові Туен Мун». В 1515—1516 роках цю місію продовжив Рафаель Перестрелло, який торгував з китайськими купцями в Кантоні. Його привабливий звіт про можливості прибуткової торгівлі з Китаєм надихнув португальців. Це спонукало Андраде пришвидшити хід своєї місії, перебуваючи в Малакці і обговорюючи зі своєю командою, їхати до Китаю чи Бенгалії.

## Посольство Мануела I до Китаю

### Вибір послів

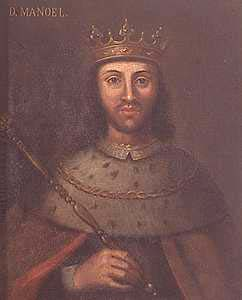
Король Мануел I, який відправив місію Андраде до Китаю.

Король Мануел I дозволив торговельну місію в 1517 році і 17 червня 1517 року португальське посольство на чолі з Андраде відпливла на сімох озброєними гарматами торгових судах та мусульманським перекладачем. Андраде був обраний керівником посольства в Лісабоні ще в 1515 році, щоб — як фармацевт — він міг на користь португальців та Європи дослідити типи фармацевтичних препаратів, які використовувались в Східній Азії.
Головним послом місії був обраний Томе Піріш, королівський аптекар, який також їздив до Індії і написав у 1515 році визначну роботу про азіатську торгівлю.
Також для участі в посольстві в якості головного комерційного агента для організації торгівлі між португальцями та китайцями було призначено флорентійського купця Джованні да Емполі, який перебуваючи в Індії написав звіт про торгівлю з Китаєм. Однак Джованні загинув 15 жовтня 1517 року у Китаї ще на початку місії, через те, що корабель, на якому він перебував, випадково загорівся.

### Перший контакт
Хоча місія затрималась в результаті втрати корабля у Малаккській протоці, вони, тим не менш, висадилися в гирлі Перлової річки (Чжуцзян) 15 серпня з вісьмома кораблями і домовилися з китайськими чиновниками щодо можливої торгівлі шовком і порцеляною в Кантоні. В очікуванні дозволу пропливти вверх по річці до Кантону, командувач китайського флоту Наньтоу (під юрисдикцією Чжуншаня, розташованого в гирлі річки Чжуцзян) тримав флот кораблів Андраде в гирлі Чжуцзян цілий місяць. Після того, як Андраде став погрожувати попливти до Кантону без дозволу, командир флоту нарешті вирішив пропустити португальців, надавши штурманів для допомоги в подорожі.
При вході в порт Кантона, португальська флотилія вітальним гарматним залпом перелякала місцевих жителів і чиновників, який самі португальці розглядали як дружній салют, оскільки спостерігали, що китайські купецькі кораблі робили так в португальській Малакці. Китайські чиновники стали ще обережнішими у відносинах з португальцями, оскільки скинутий король Малакки був лояльною данником імператорського двору Мін. Португальці пояснили, що, скидаючи малаканського короля, вони допомагали місцевим китайським купцям, які зазнавали утисків під його правлінням. В очах офіційних осіб Кантона це додало додаткових негативних спекуляцій щодо португальських відвідувачів, оскільки приватна китайська закордонна торгівля була заборонена згідно з чинними законами Хай Цзінь, згідно з якими лише китайський уряд мав право вести зовнішню торгівлю.

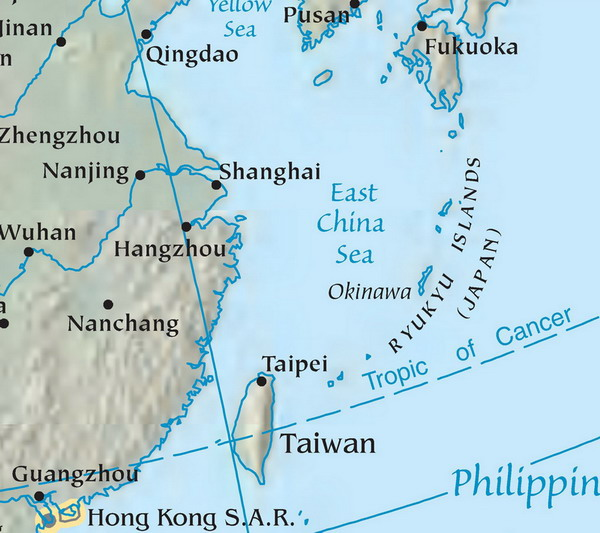
Острови Рюкю, куди Хорхе де Маскареньяс був відправлений Андраде.

Хоча місцеві чиновники Кантона уважно спостерігали за португальцями та їхніми кораблями, влада провінції, яка прибула до Кантону надала португальській делегації теплий прийом, надавши їм комфортне житло та можливість доставили їх товари на берег. Китайці знову запідозрили Андраде, цього разу як шпигуна, коли він відправив корабель уздовж узбережжя провінції Фуцзянь шукати подальших торговельних перспектив, але після цього він виправив ситуацію, коли віддав наказ про те, що місцеві жителі, які постраждали від дій португальців можуть звернутися до нього за відшкодуванням збитків. Окрім дослідження узбережжя Фуцзянь, Андраде послав одного зі своїх капітанів на ім'я Жоржи де Машкареньяш досліджувати острови Рюкю після того, як він почув про їхню красу під час перебування в Малакці. В очікуванні дозволу вирушити вглиб країни, португальське посольство на чолі з Фернаном де Андраде і Томе Пірішем було змушене зупинитись в Кантоні з 1518 року до січня 1520 року, коли бажаний дозвіл нарешті надійшов.

### Псування стосунків
Під час перебування Фернана Піріша в Кантоні, у серпні 1519 року його брат Сімон де Андраде відплив з Малакки до Китаю з невеликим екіпажем на трьох джонках. Сімон одразу справив погане враження на китайців, коли збудував укріплений форт у центрі острова Туен Мун, призначеного для торгівлі з усіма іноземцями. Незабаром після цього Сімон урочисто стратив португальця і заборонив іншим іноземцям (в основному сіамам та іншим вихідцям із Південно-Східної Азії) торгувати на острові, що налаштувало китайців проти нього ще більше. Коли китайський чиновник відвідав острів і почав підтверджувати владу Мін над ним, Сімон став агресивним і вдарив його, збивши з чиновника капелюх.
Проте найбільше обурення у китайців викликали чутки про те, що португальці на чолі з Сімоном нібито викрадали дітей для канібалізму. Можливо Сімон заробив португальцям репутацію викрадачів дітей і канібалів, купуючи китайських рабів — дітей та підлітків, деякі з яких, імовірно, були викрадені після того, як Сімон запропонував місцевим китайцям за них великі суми грошей. Дійсно, деякі хлопчики та дівчатка з багатих китайських сімей були пізніше виявлені португальською владою в Діу на заході Індії.
Хоча офіційних повідомлень про зловживання Сімона не надходило і він залишався в Китаї ще до вересня 1520 року, але чутки про його поведінку (яка стала асоціюватися з поведінкою усіх португальців), безсумнівно, дійшли до імператорського двору в Пекіні, який незабаром звинуватить португальців в цих діях.

### Кінець місії

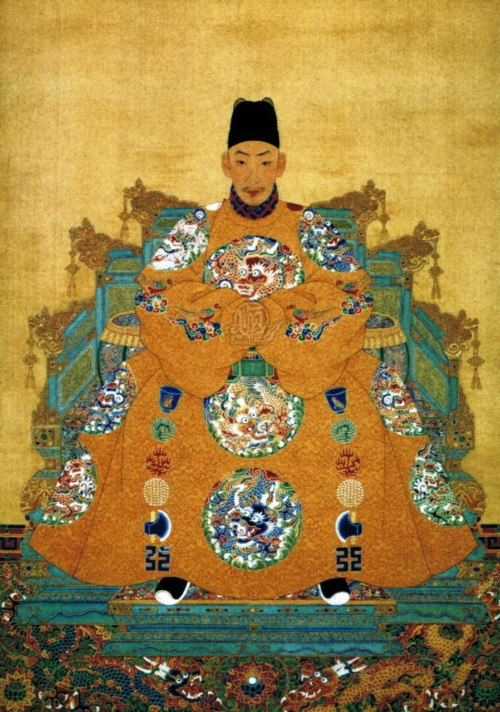
Імператор Чжу Хоучжао, який прийняв португальське посольство, але помер, не встигши завершити відносини з Португалією, таким чином прирікаючи посольство, оскільки консервативні фракції при дворі в Пекіні були налаштовані проти тих, хто завоював вірного васала Мін в Малакці.

У січні 1520 року Португальське посольство нарешті отримало дозвіл вирушити з Кантона на північ. Місія досягла Нанкіна, де в травні 1520 року отримало швидку аудієнцію у імператора Чжу Хоучжао, який в цей час відвідав це місто під час своєї подорожі. Однак подальші дипломатичні переговори мали бути відновлені після повернення імператора до Пекіна, тому португальське посольство було відправлено туди, щоб на місці чекати повернення імператора.
Хоча жодні китайські джерела не розповідають про цю подію, португальські джерела містять оповіді про те, як для отримання аудієнції з імператором португальців викликали в перший і п'ятнадцятий день кожного місячного місяця, щоб урочисто вклонитися перед стіною Забороненого міста. В Пекіні португальське посольство отримало повідомлення про те, що імператор прибув до Тунчжоу в січні 1521 року і наказав стратити повсталого принца Нін. Португальському посольству також стало відомо, що до Пекіна прибули посли від вигнаного португальцями султана Малакки, які бажали отримати допомогу від китайського імператора у вигнанні португальців-завойовників і відновленні на посаді попереднього султана. Португальці також знали про двох чиновників — Цю Даолун і Хе Ао, які надіслали доповіді мінському уряду з засудженням португальського завоювання Малакки і обгрунтуванням того, що португальське посольство не має бути прийняте імператором. Були також повідомлення, надіслані до Пекіна кантонськими чиновниками, в яких стверджувалося, що португальці були набридливими іноземцями, які попри заборону прагнули побудувати власний торговий пост.
Зі смертю імператора Чжу Хоучжао 19 квітня 1521 року були започатковані жалобні церемонії, які скасували всі інші церемонії, включаючи прийом іноземних посольств. Новопризначений Великий секретар Янь Тінхе почав боротись з потужним впливом євнухів, що здавна існував при імператорському дворі і який став особливо потужним за імператора Чжу Хоучжао. Хоча чиновники Мін дотримувались думки, що при дворі повинні прийматися лише іноземні держави-данники, які мали такий статус при заснуванні династії, саме євнухи хотіли розширити комерційні зв'язки з новими іноземними країнами. Ці бажання заохочувались під час правління імператора Чжу Хоучжао, якому було цікаво дізнатися про іноземні та екзотичні народи. Однак з смертю Чжу Хоучжао завдяки діям Яня Тінхе вплив євнухів при дворі ослабнув і Тінхе оголосив про відмову прийняти португальське посольство на чолі з Пірішем і Андраде відразу на наступний день після смерті імператора. Посольству було наказано залишити Пекін і повернутись до Кантону, куди воно прибуло у вересні 1521 року.

## Подальші конфлікти португальців з китайською владою

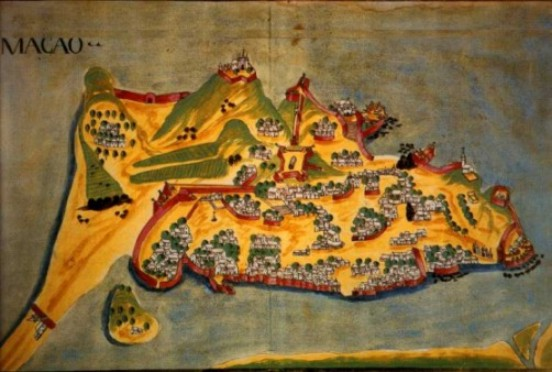
Карта півострова Макао в 1639 році, задовго після першого португальського поселення там і в тому ж році, коли місто почало занепадати через зупинку торговельних поставок з Японії.

Ще до повернення посольства в Кантон, у квітні та травні 1521 року п'ять португальських кораблів пришвартовались у острова Туен Мун, щоб започаткувати торгівлю, але отримали наказ залишити острів, як тільки чиновники прибули в регіон, щоб оголосити про смерть імператора. Португальці відмовилися від цієї вимоги, тому китайці відправили морську ескадру, щоб вигнати їх. Під час морської битви, китайцям вдалось потопити один корабель, вбивши багатьох португальців, а решту взяли в полон (Перша битва при Тамані). Ще два португальські судна, які прибули в червні, були атаковані китайськими кораблями, але змогли відбити китайську атаку і втікти. Ще три португальські кораблі ледве відбили чергову атаку у вересні, в тому ж місяці, коли Фернан Піріш де Андраде і Томе Піріш повернулися в Кантон. Мінська влада не дозволяла Фернану та Пірішу побачитись з полоненими, захопленими у морських битвах і провести інвентаризацію їхніх товарів і товарів, захоплених на португальських кораблях.
У серпні 1522 року Мартин Афонсу де Мело Коутінью прибув до Туен Муна з трьома кораблями, не знаючи про конфлікт і сподіваючись зустрітися з китайськими чиновниками щодо отримання згоди на заснування португальської торгової фейторії (факторії) в Китаї. Два його кораблі були захоплені під час раптової китайської атаки, а рештки виживших португальців втекли на третьому кораблі (див. Друга битва при Тамані). Завдяки цим та іншим зустрічам з португальцями, в Китай потрапили перші кулверини з казенником, про які згадував навіть філософ і вчений-чиновник Ван Янмін у 1519 році, коли він придушив повстання Чжу Ченьхао в Цзянсі.

## Перебування в полоні та смерть
Португальці, ув'язнені в цих морських битвах були врешті страчені в 1523 році з обвинуваченням у злочинах морського піратства та канібалізму, тоді як Томе Піріш все ще залишався у полоні, звідки його примусили написати листи королю Португалії, віце-королю Португальської Індії і губернатору Малакки з вимогою нового імператора Мін португальцям залишити Малакку і повернути її під законне правління скинутого португальцями правителя. За деякими даними, Фернан Піріш де Андраде просто помер у в'язниці, інші стверджують, що Андраде був одним із тих, кого обезголовили, коли його було обвинувачено у злочинному присвоєнні фальшивих повноважень після того, як суд вирішив, що його посольство булоне законним або самочинним, багато в чому через негативні дії португальців (зокрема і рідного брата Фернана Піріша). Томе Піріш також помер в ув'язненні в Китаї. Є суперечки щодо того, чи помер Томе Піріш у 1524 чи 1540 році. Двоє вцілілих португальців з цього посольства були ще живі приблизно в 1536 році, коли вони надіслали листи до Малакки та Гоа з детальними планами того, як португальці можуть захопити Кантон силою. Інші вціліли після цих місій переїхали в сусідній Лампако (Лампа) в Гуандун, де торговий пост існував ще кілька десятиліть; у 1537 році існували письмові записи про те, що португальці мали три склади в Лампі, на острові Шанчуань і Макао, і спочатку їм дозволили там висушити свої товари після шторму.

## Наслідки
Хоча Сімон де Андраде покинув Кантон, він висадився в Сямені і Нінбо, заснувавши там поселення. Сімон продовжував порушувати місцеві китайські закони в Нінбо, і коли його людей обдурили в торговельній угоді з китайцем у 1545 році, Сімон послав у місто групу озброєних людей, пограбував його і взяв місцевих жінок і молодих дівчат в якості полонених. Обурені місцеві жителі об'єдналися і вбили португальців під керівництвом Сімона. Подібний епізод стався пізніше, коли Коелью де Соуза захопив будинок багатого іноземця в Цзіньчжоу, Фуцзянь, що змусило владу припинити постачання португальців; португальці потім напали та розграбували сусіднє село, щоб знайти припаси, що спонукало китайську владу знищити тринадцять португальських кораблів, а тридцять португальців, що залишилися в живих із цього поселення, втекли до португальського поселення в Макао в 1549 році.
Після початкових збройних конфліктів, налагодження відносин між португальцями та китайцями відновилися в 1549 році завдяки щорічним португальським торговим місіям на острові Шанчуань, після події, коли португальці допомогли владі Мін знищити прибережних піратів. У 1554 році Леонел де Соуза, що став пізніше губернатором Макао, встановив добрі відносини уклавши угоду з владою Кантона і в 1557 році імператоський двір нарешті дав згоду на заснування постійної португальської торгової факторії в Макао. Фернан Піріш де Андраде та його португальські спільники були першими, хто відкрив внутрішній Китай для Заходу, наступна португальська дипломатична місія, що досягнула Пекіна, була здійснена італійським монахом-єзуїтом Маттео Річчі лише в 1598 році. 